# Big Syke Daddy
Albums de Big Syke
Be Yo' Self
(1996) Street Commando
(2002)
Singles
1. Time Iz Money
Sortie : 2001

Big Syke Daddy est le deuxième album studio de Big Syke, sorti le 25 septembre 2001.

## Liste des titres
| No  | Titre                                                                                | Durée |
| --- | ------------------------------------------------------------------------------------ | ----- |
| 1.  | Hey (Produit par Femi Ojetunde)                                                      | 4:00  |
| 2.  | R.M.F.N. (Produit par Nate Fox)                                                      | 3:51  |
| 3.  | LA LA (Produit par Nate Fox)                                                         | 3:06  |
| 4.  | Time Iz Money (featuring E-40 et DJ Quik – Produit par DJ Quik)                      | 4:02  |
| 5.  | Big Syke Daddy (featuring Nanci Flecher et Capucine Jackson – Produit par Thug Law)  | 4:21  |
| 6.  | Come With Me (Produit par Nate Fox)                                                  | 3:41  |
| 7.  | My Block (featuring Swerv – Produit par Vachik Aghaniantz)                           | 5:29  |
| 8.  | At Your Convenience (featuring Toyona Holloway – Produit par Johnny « J »)           | 4:25  |
| 9.  | Problemz (Produit par Big Syke)                                                      | 3:57  |
| 10. | Why? (Produit par Vachik Aghaniantz)                                                 | 4:25  |
| 11. | I Got Keyz (Produit par Nate Fox)                                                    | 3:34  |
| 12. | On My Way Out (Produit par Johnny « J »)                                             | 4:16  |
| 13. | Good Timez (Produit par Johnny « J »)                                                | 4:01  |
| 14. | Past Future (featuring Samaria, Daveed, Sundae et Swerv – Produit par Femi Ojetunde) | 4:53  |
| 15. | Enjoyin Life (Produit par Johnny « J »)                                              | 3:46  |
| 16. | RideOnUm (featuring Sundae et Swerv – Produit par Vachik Aghaniantz)                 | 13:59 |